# Château du Grand Perron
Le château du Grand Perron est un château dont les vestiges sont situés sur la commune de Pierre-Bénite, dans la Métropole de Lyon. Un large vallon sépare ce domaine de celui du Longchêne, avec lequel il constitue aujourd'hui l'essentiel du Centre hospitalier Lyon Sud.

## Histoire
Origines

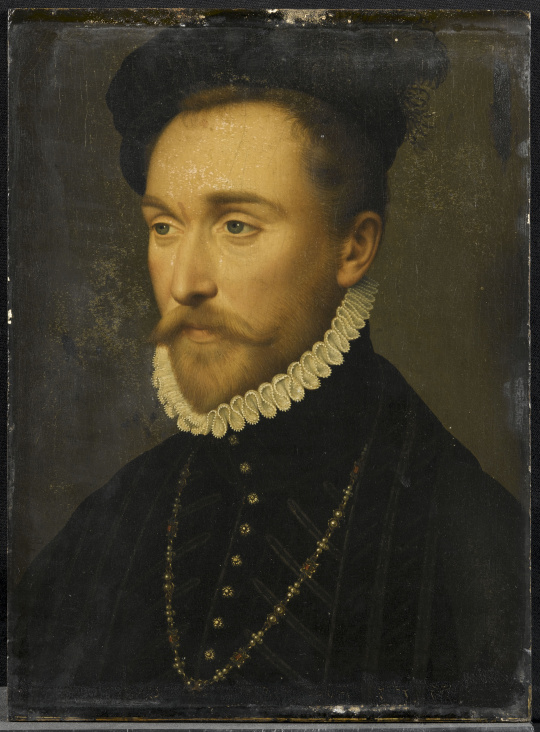
Albert de Gondi

Située aux confins du royaume de France et du Saint-Empire romain germanique, l'ancienne forteresse contribuait à protéger la ville de Lyon. Le premier propriétaire connu est Robert Ruffi ( - 1183), chanoine de Lyon.
Famille Besson
Du début XVIe siècle jusqu'en 1521, Antoine Besson, chanoine de Saint-Paul est propriétaire. En 1518, François Ier autorise Claude Besson, neveu et héritier du précédent, chevalier, garde de la monnaie de Cazal, trésorier de la marquise de Montferrat et comte palatin, à « relever ou fortifier comme elle était, ou mieux à son pouvoir, cette maison autrefois forteresse foussoyée à l’entour et percée ». Claude, ne pouvant faire face à la dépense, cherche un repreneur.
Famille de Gondi
En 1521, le banquier Guidobaldo Gondi (1486 - 1560), et Marie-Catherine Pierrevive, qu'il épouse en 1515, se portent acquéreurs du domaine et font reconstruire la demeure. Lui, originaire de Florence, deviendra majordome du roi de France et se fera appeler Antoine de Gondi, seigneur du Perron. Elle, originaire du Piémont, sera gouvernante des enfants de France. Catherine de Médicis lui rend visite à deux reprises; Albert de Gondi (1522-1602), fils des précédents et futur maréchal de France, est parfois qualifié de sieur du Perron.
Famille d'Elbène
En 1555, le château, laissé à l'abandon, est acheté pour 11 500 livres par Albisse d'Elbène (nom francisé de Del Bene), lui aussi originaire d'Italie et époux de Lucrèce Cavalcanti. Leur fils et successeur Alexandre (1554 - 1613), gentilhomme ordinaire du roi, vend le domaine. Il avait épousé Marguerite d'Elbène, sa parente. En 1564, Catherine de Médicis fait sa troisième et dernière visite au Perron.
Famille Camus de Riverie
En 1582, Antoine Camus, baron de Riverie reprend le fief. Son fils Marc Antoine, prévôt des marchands, qui a épousé Marguerite du Peyrat, lui succède. Puis vient Maurice, fils des précédents et époux d'Angélique Dufaure qui laisse deux filles qui se voient dans l'obligation de vendre le bien.
Famille de Pontsaintpierre
En 1675, Lambert de Pontsaintpierre (1616 – 1701), échevin, puis prévôt des marchands de Lyon, acquiert la propriété pour 40 000 livres. Sa famille est, elle aussi, venue l'Italie, comme en témoigne le nom original, Ponsanpierto. Il avait épousé en 1654 Constance Margonne, mais, sans descendance, il transmet son héritage à son frère Dominique (1610 – 1695), marié avec Marguerite Laure. Barthelémy (1653 – 1731), fils des précédents, épouse en 1685 Elisabeth Gueston. Leur fils (1685 – 1755) épouse Bonne d’Ambournay. Leur fille, également prénommée Bonne, et épouse de Jean Antoine de Regnauld, seigneur de Parcieux, vend pour 110 000 livres le domaine, avec la grange de la Patinière, aux administrateurs de l’Aumônerie de la Charité.
Époque plus récente
En 1762, Jean Pierre Giraud, bourgeois de Lyon, qui avait prêté à l'Hospice les sommes destinées à l'acquisition du Grand Perron, fait de cette administration son héritier universel. À la Révolution, le château, dont la dégradation est déjà entamée, devient la maison de secours et des orphelins.
En 1956, les bâtiments servent pour des personnes déplacées et des réfugiés hongrois. La demeure est utilisée en 1957 une dernière fois pour hospitaliser l'excès de malades victimes de l'épidémie de grippe asiatique. Le domaine fait aujourd'hui partie du Centre hospitalier Lyon Sud.

Armes des Gondi

## Armoiries
- Ruffi : d’argent à trois pals de gueules, à la bande d’azur, chargée de trois besants d’or sur le tout
- Gondi : d'or, à deux masses d'armes de sable, passées en sautoir et liées de gueules
- Elbène : d’azur à deux fleurs de lys à tiges arrachées et passées en sautoir d’argent, avec la devise: El piu fidele
- Camus de Riverie : d'or, à trois croissants d'argent et une étoile d'or en abîme
- Pontsaintpierre : d'azur, à deux colonnes d’argent, le chapiteau, la base et le socle d'or

## Architecture
Les bâtiments reconstruits au début du XVIe siècle présentent la forme d'un U, l'aile occidentale étant flanquée de deux pavillons carrés; l'ensemble comprend un rez-de-chaussée et deux étages. En façade nord du corps central, le portique, qui donne sur la cour d’honneur, en avant du grand escalier et formant un vestibule, appartient à l’ordre corinthien. Il se compose de quatre grandes ouvertures en plein cintre avec pieds-droits, dans lesquelles les colonnes sont engagées au tiers de leur diamètre. Les ouvertures du rez-de-chaussée avaient été murées et l'aile orientale a été abattue pour des raisons de sécurité. Les façades ont été restaurées et des logements créés. L'escalier à retour est accessible librement,  ainsi que l'ancienne galerie. A l'intérieur, on pouvait découvrir une cheminée monumentale composée de deux colonnes doriques supportant un manteau orné, dans toute sa largeur, de moulures et dont les deux extrémités portent les armes des Gondi. La hotte, en pierre de taille, s’élève jusqu’au plafond. L'ensemble a été déplacé.
La chapelle du XVIe siècle a été détruite et remplacée par un édifice plus récent.
Le château du Grand Perron n'est pas ouvert à la visite. 
La façade Renaissance avec la toiture correspondante du bâtiment central fait l’objet d’un classement au titre des monuments historiques depuis le 31 décembre 1979.
Les restes des façades et des toitures en retour d'équerre ainsi que le grand escalier du corps central font l’objet d’une inscription au titre des monuments historiques depuis le 31 décembre 1979.

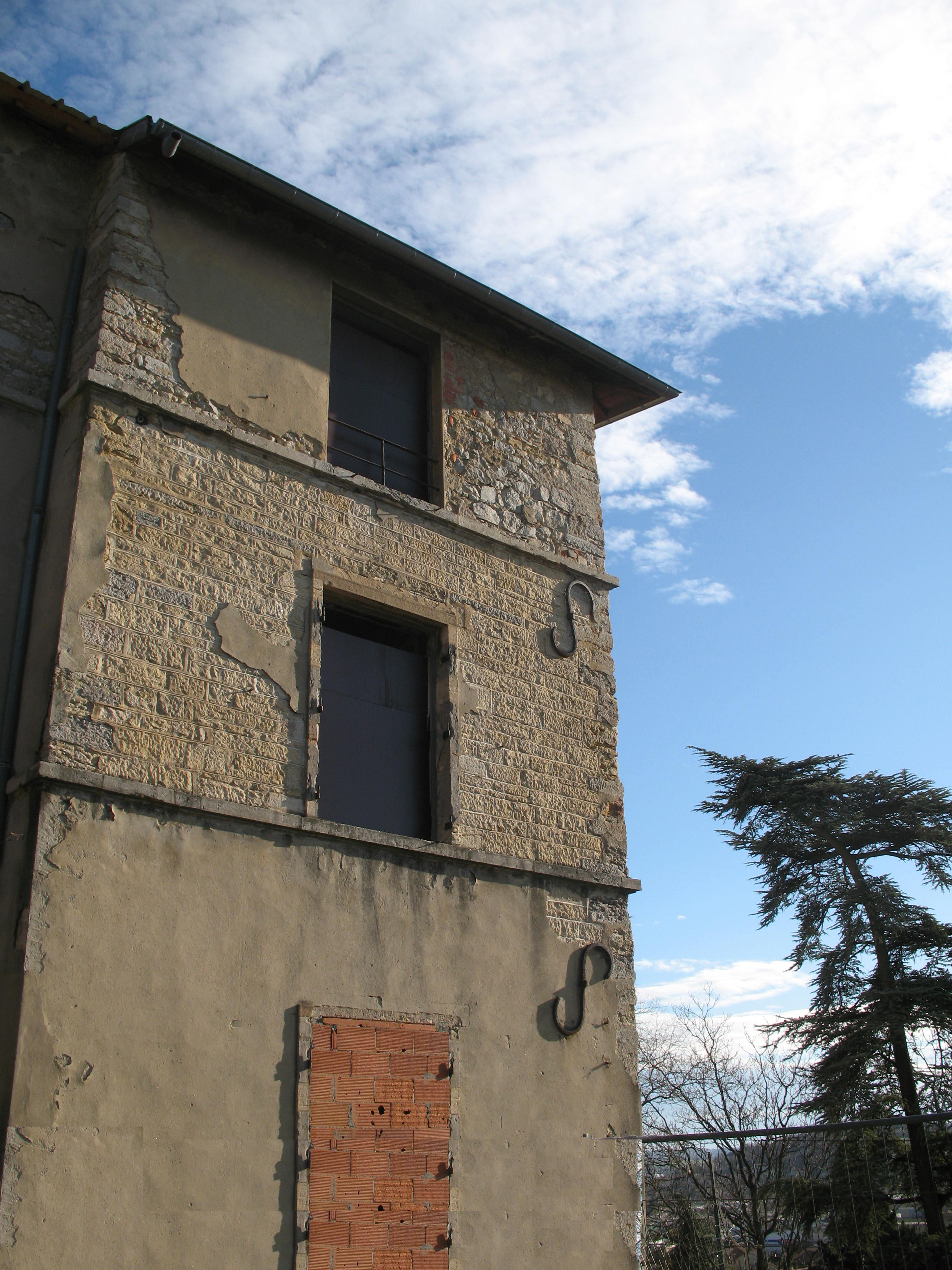
Pavillon sud ouest
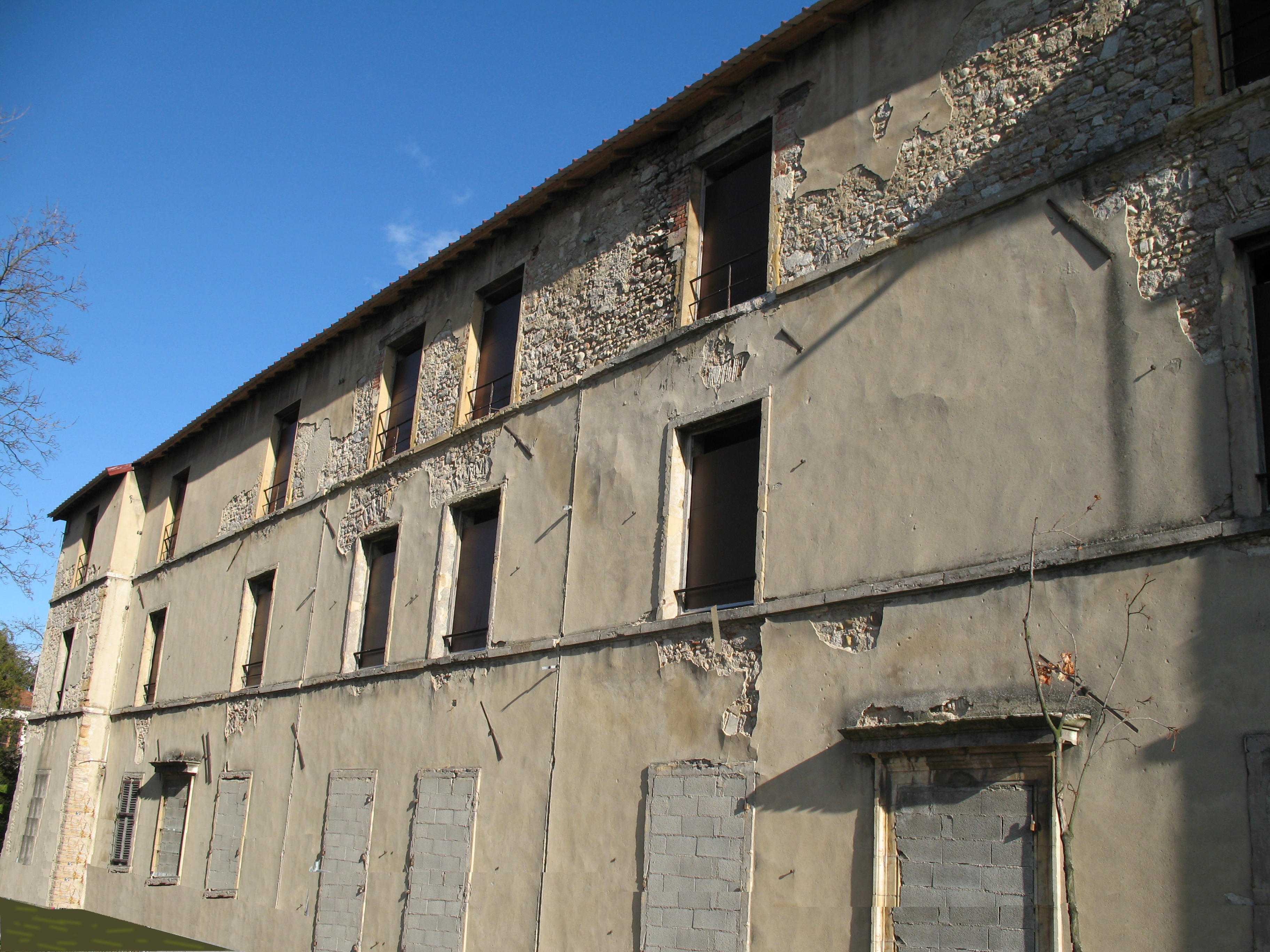
Aile occidentale
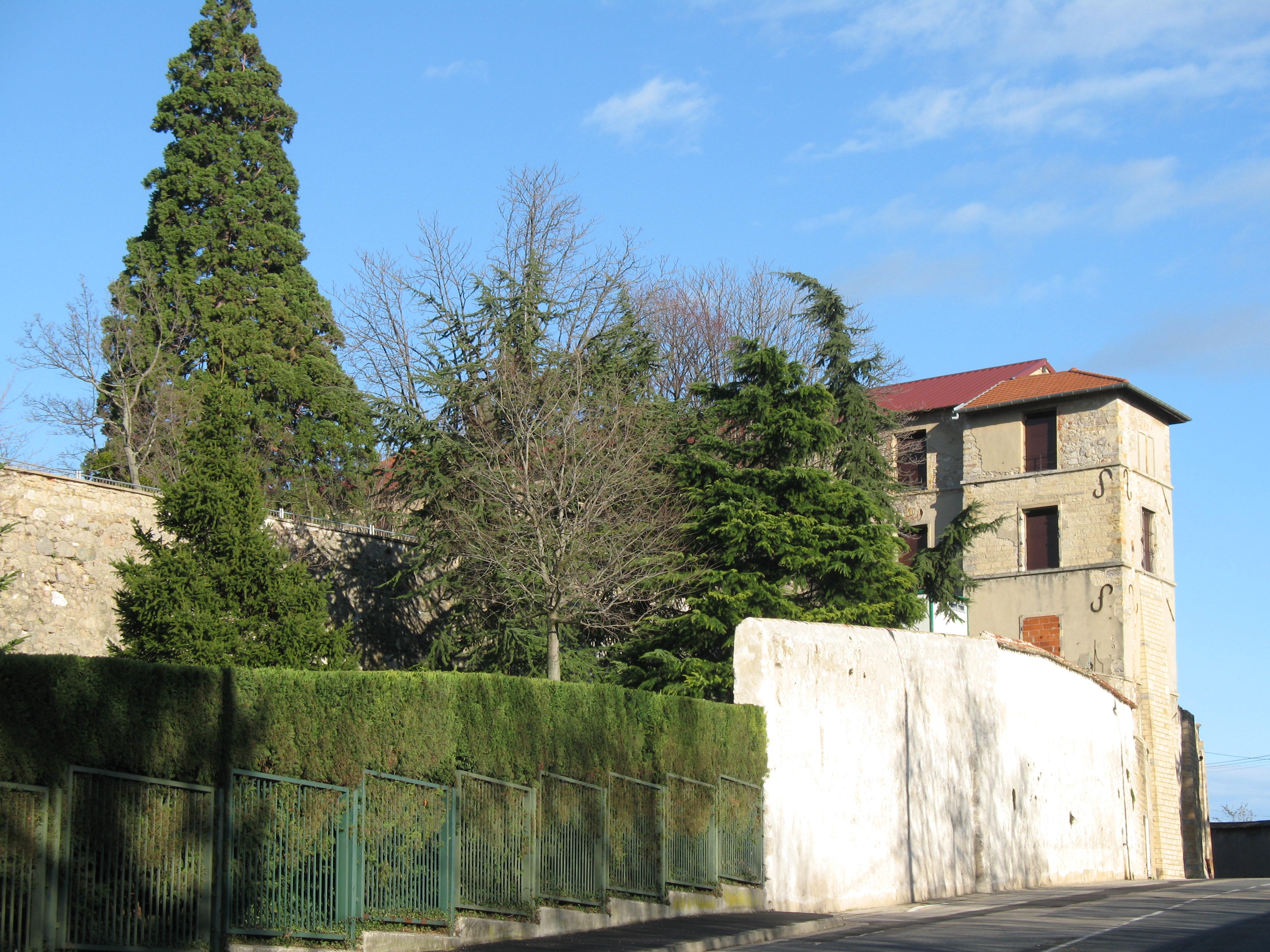
Angle sud ouest